# جون تيت (سياسي)
جون تيت (بالإنجليزية: John Tate)‏ هو مهندس معماري وسياسي أسترالي، ولد في 1895 في ويلينغتون في نيوزيلندا، وتوفي في 21 يناير 1977 في كانبرا في أستراليا. حزبياً، نشط في الحزب الليبرالي الأسترالي. وقد انتخب عضو مجلس الشيوخ الأسترالي ‏ عن دائرة نيوساوث ويلز ‏ (22 فبراير 1950 – 30 يونيو 1953).